# San Diego Film Critics Society Awards 2017
I premi del 22° San Diego Film Critics Society Awards sono stati annunciati l'11 dicembre 2017, mentre le candidature erano state annunciate il 9 dicembre.

## Premi e candidature
I vincitori sono evidenziati in grassetto, di seguito gli altri candidati.

### Miglior film
- Scappa - Get Out (Get Out), regia di Jordan Peele
- Chiamami col tuo nome (Call Me by Your Name), regia di Luca Guadagnino
- Dunkirk, regia di Christopher Nolan
- Lady Bird, regia di Greta Gerwig
- Tre manifesti a Ebbing, Missouri (Three Billboards Outside Ebbing, Missouri), regia di Martin McDonagh

### Miglior film di animazione
- La mia vita da Zucchina (Ma vie de Courgette), regia di Claude Barras
- Coco, regia di Lee Unkrich e Adrian Molina
- Loving Vincent, regia di Dorota Kobiela e Hugh Welchman
- My Entire High School Sinking Into the Sea, regia di Dash Shaw
- Baby Boss (The Boss Baby), regia di Tom McGrath

### Miglior attore
- James McAvoy - Split
- Gary Oldman - L'ora più buia (Darkest Hour)
- James Franco - The Disaster Artist
- Timothée Chalamet - Chiamami col tuo nome (Call Me by Your Name)
- Robert Pattinson - Good Time

### Miglior attrice
- Sally Hawkins - Maudie - Una vita a colori (Maudie)
- Sally Hawkins - La forma dell'acqua - The Shape of Water (The Shape of Water)
- Frances McDormand - Tre manifesti a Ebbing, Missouri (Three Billboards Outside Ebbing, Missouri)
- Margot Robbie - Tonya (I, Tonya)
- Saoirse Ronan - Lady Bird

### Miglior attore non protagonista
- Sam Rockwell - Tre manifesti a Ebbing, Missouri (Three Billboards Outside Ebbing, Missouri)
- Ethan Hawke - Maudie - Una vita a colori (Maudie)
- Oscar Isaac - Suburbicon
- Willem Dafoe - Un sogno chiamato Florida (The Florida Project)
- Woody Harrelson - Tre manifesti a Ebbing, Missouri (Three Billboards Outside Ebbing, Missouri)

### Migliore attrice non protagonista
- Allison Janney - Tonya (I, Tonya)
- Laurie Metcalf - Lady Bird
- Bria Vinaite - Un sogno chiamato Florida (The Florida Project)
- Catherine Keener - Scappa - Get Out (Get Out)
- Holly Hunter - The Big Sick - Il matrimonio si può evitare... l'amore no (The Big Sick)

### Miglior artista emergente
- Timothée Chalamet
- Barry Keoghan
- Brooklynn Prince
- Greta Gerwig
- Jordan Peele
- Sophia Lillis

### Miglior performance comica
- Daniel Craig - La truffa dei Logan (Logan Lucky)
- Ezra Miller - Justice League
- James Franco - The Disaster Artist
- Lil Rel Howery - Scappa - Get Out (Get Out)
- Ray Romano - The Big Sick - Il matrimonio si può evitare... l'amore no (The Big Sick)

### Miglior cast
- Mudbound
- Scappa - Get Out (Get Out)
- Lady Bird
- The Post
- Tre manifesti a Ebbing, Missouri (Three Billboards Outside Ebbing, Missouri)

### Miglior regista
- Greta Gerwig - Lady Bird
- Christopher Nolan - Dunkirk
- Guillermo del Toro - La forma dell'acqua - The Shape of Water (The Shape of Water)
- Jordan Peele - Scappa - Get Out (Get Out)
- Martin McDonagh - Tre manifesti a Ebbing, Missouri (Three Billboards Outside Ebbing, Missouri)

### Miglior fotografia
- Hoyte van Hoytema - Dunkirk
- Ben Richardson - I segreti di Wind River (Wind River)
- Dan Laustsen - La forma dell'acqua - The Shape of Water (The Shape of Water)
- Darius Khondji - Civiltà perduta (The Lost City of Z)
- Roger Deakins - Blade Runner 2049

### Miglior documentario
- Jane, regia di Brett Morgen
- Ex Libris: The New York Public Library, regia di Frederick Wiseman
- Visages, Villages, regia di Agnès Varda e JR
- Last Men in Aleppo, regia di Firas Fayyad
- The Work, regia di Jairus McLeary e Gethin Aldous

### Miglior montaggio
- Jonathan Amos e Paul Machliss - Baby Driver - Il genio della fuga (Baby Driver)
- Jon Gregory - Tre manifesti a Ebbing, Missouri (Three Billboards Outside Ebbing, Missouri)
- Lee Smith - Dunkirk
- Sarah Broshar e Michael Kahn - The Post
- Sidney Wolinsky - La forma dell'acqua - The Shape of Water (The Shape of Water)

### Migliori costumi
- Jacqueline Durran - La bella e la Bestia (Beauty and the Beast)
- Mark Bridges - Il filo nascosto (Phantom Thread)
- Jenny Eagan - Hostiles - Ostili (Hostiles)
- Luis Sequeira - La forma dell'acqua - The Shape of Water (The Shape of Water)
- Sonia Grande - Civiltà perduta (The Lost City of Z)
- Stacey Battat - L'inganno (The Beguiled)

### Migliore scenografia
- Paul D. Austerberry - La forma dell'acqua - The Shape of Water (The Shape of Water)
- Anne Ross - L'inganno (The Beguiled)
- Dennis Gassner e Alessandra Querzola - Blade Runner 2049
- Nathan Crowley - Dunkirk
- Sarah Greenwood - La bella e la Bestia (Beauty and the Beast)

### Migliore colonna sonora
- Baby Driver - Il genio della fuga (Baby Driver)
- La bella e la Bestia (Beauty and the Beast)
- Chiamami col tuo nome (Call Me by Your Name)
- Dunkirk
- La forma dell'acqua - The Shape of Water (The Shape of Water)

### MIgliori effetti speciali
- The War - Il pianeta delle scimmie (War for the Planet of the Apes)
- La bella e la Bestia (Beauty and the Beast)
- Blade Runner 2049
- Dunkirk
- La forma dell'acqua - The Shape of Water (The Shape of Water)

### Migliore sceneggiatura originale
- Jordan Peele - Scappa - Get Out (Get Out)
- Christopher Nolan - Dunkirk
- Greta Gerwig - Lady Bird
- Emily V. Gordon e Kumail Nanjiani - The Big Sick - Il matrimonio si può evitare... l'amore no (The Big Sick)
- Martin McDonagh - Tre manifesti a Ebbing, Missouri (Three Billboards Outside Ebbing, Missouri)

### Migliore adattamento della sceneggiatura
- Scott Neustadter e Michael H. Weber - The Disaster Artist
- James Gray - Civiltà perduta (The Lost City of Z)
- James Ivory - Chiamami col tuo nome (Call Me by Your Name)
- Sofia Coppola - L'inganno (The Beguiled)
- Virgil Williams e Dee Rees - Mudbound

### Miglior film in lingua straniera
- Thelma, regia di Joachim Trier • Norvegia / Danimarca / Francia / Svezia
- 120 battiti al minuto (120 battements par minute), regia di Robin Campillo • Francia
- Visages, Villages, regia di Agnès Varda e JR • Francia
- L'altro volto della speranza (Toivon tuolla puolen), regia di Aki Kaurismäki • Finlandia
- The Square, regia di Ruben Östlund • Germania / Svezia / Danimarca / Francia

### Body of Work
- Michael Stuhlbarg per The Post, Chiamami col tuo nome (Call Me by Your Name) e La forma dell'acqua - The Shape of Water (The Shape of Water)